# 639 до н. е.

## Події
- Початок правління царя Урарту Сардурі III.

### Астрономічні явища
- 26 квітня. Повне сонячне затемнення.[1]
- 20 жовтня. Кільцеподібне сонячне затемнення.[1]

## Померли
- Руса II, цар Урарту